# Pryor-Kliff
Das Pryor-Kliff ist markantes Felsenkliff an der Walgreen-Küste des westantarktischen Ellsworthlands. Am nördlichen Ende des Hudson-Gebirges ragt es mit Ausrichtung zum Cosgrove-Schelfeis 8 km nordöstlich des Mount Nickens auf.
Der United States Geological Survey (USGS) kartierte es anhand eigener Vermessungen und Luftaufnahmen der United States Navy aus den Jahren von 1960 bis 1966. Das Advisory Committee on Antarctic Names benannte es im Jahr 1968 nach dem US-amerikanischen Kartographen Douglas A. Pryor, der an der Erstellung von Landkarten des USGS von Antarktika maßgeblich beteiligt war.